# Los Ortices
Los Ortices är en ort i Mexiko, tillhörande kommunen Jiquipilco i den nordvästra delen av delstaten Mexiko. Orten hade 469 invånare vid folkräkningen 2010.